# Електромагнітний каротаж
Електромагнітний каротаж — різновид каротажу свердловин. Охоплює індукційний каротаж (ІК), діелектричний каротаж та інші види.
При електромагнітному каротажі вивчається питома електрична провідність (індукційний каротаж), магнітна сприйнятливість (каротаж магнітної сприйнятливості — КМС) і діелектрична проникність (діелектричний каротаж — ДК) гірських порід індукційними зондами на різних частотах 1 кГц (КМС), 100 кГц і 40 МГц (ДК).